# Colchicum gonarei
Colchicum gonarei là một loài thực vật có hoa trong họ Colchicaceae. Loài này được Camarda miêu tả khoa học đầu tiên năm 1978.